# 1016 (álbum)
1016 es el tercer álbum de estudio del cantautor español Alfred García, lanzado el 14 de diciembre de 2018 por Universal Music.
A pesar de ser su tercer álbum, este es el primero en ser lanzado bajo un contrato discográfico. El disco tiene 16 canciones en tres idiomas y cuenta con las colaboraciones de Carlos Sadness, Pavvla, Santi Balmes y Amaia.

## Antecedentes
En junio de 2017, Alfred García se presentó al casting del programa televisivo Operación Triunfo, que volvía a emitirse tras seis años de ausencia en televisión. Ahí fue escogido para participar en el talent show con el número de aspirante 1016.
Durante la estancia de García en Operación Triunfo él confirmó que así se llamaría su primer disco como profesional.
La mayoría de los temas recogidos en el álbum fueron escritos durante su estancia en el programa. Tras la culminación de la temporada, el catalán fichó con la discográfica Universal Music para llevar a cabo el proyecto.
Tras participar en el Festival de la Canción de Eurovisión 2018, confirmó que comenzaría a trabajar en las letras de su nuevo álbum nada más salir de Lisboa.
El 9 de mayo de 2018, García anunció mediante sus redes sociales que se embarcaría en una gira de apenas cuatro conciertos en varios festivales españoles durante la etapa veraniega del año. García pisó con dicha gira los escenarios de festivales como el Arenal Sound o el Share Festival. En dicha gira, llamada 1016 Is Coming Tour, el cantante presentó los temas ya compuestos con el fin de obtener una respuesta positiva de crítica y público.
Las grabaciones de 1016 comenzaron en octubre de 2018. En el proceso de grabación participaron los músicos que habían acompañado a Alfred en su gira previa y se realizó en el estudio Music Lan, en Gerona. El propio Alfred fue el compositor y el productor de sus temas del álbum. Las grabaciones de este terminaron el 28 de octubre mientras que el proceso de masterización se realizó en las semanas siguientes, culminando a mediados del mes de noviembre.
García finalmente anunció la fecha de lanzamiento del disco junto a una portada provisional el 27 de noviembre de 2018 mediante sus respectivas redes sociales. De ahí hasta el 3 de diciembre, fue desvelando diariamente un tema de los 16 que confeccionan el álbum. «De la Tierra hasta Marte» fue anunciado como el primer sencillo del álbum al día siguiente, estrenándose el 5 de diciembre.

## Álbum

### Contenido
Una vez salido del programa de OT como finalista grabó su primer álbum debut. Un trabajo de 16 cortes de los cuales una versión de «Que nos sigan las luces» y una remasterización de «Himno del Prat». Muchos de estos temas fueron compuestos en su estancia en la academia. El álbum comprende estilos pop y rock, en su mayoría de temas y baladas. Durante el proceso previo a la grabación, Alfred sondeó a productores externos como Leiva o Carlos Raya aunque finalmente terminó produciéndolo el solo. La portada de este álbum fue publicada por el artista tras anunciar toda la lista de canciones del disco. Esta consiste en una imagen de la parte superior desnuda del cantante sobre un fondo rojo, quien tiene, además, un círculo rojo sobre su ojo izquierdo. La obra hace referencia a portadas de David Bowie, Nick Cave y Michael Jackson, a quienes el cantante considera grandes influencias en su música.

### Promoción
García anunció mediante sus redes sociales que el primer sencillo de 1016 sería el tema «De la Tierra hasta Marte» el 3 de diciembre. El tema fue estrenado en plataformas digitales dos días después. Dicha canción ha sido promocionada en programas de televisión como Operación Triunfo o Menuda Noche así como en eventos como La Nit Més In o los Premios Gaudí 2019. El tema debutó en la vigesimonovena posición de la lista de ventas oficial española PROMUSICAE. El 11 de diciembre, sin embargo, alcanzó su posición más alta, la duodécima.
En febrero de 2019 el tema «Wonder», en colaboración con Pavvla, fue confirmado como el segundo sencillo del álbum, siendo enviado a las rádios el 20 de febrero de ese mismo año. «Wonder» ha sido presentado en programas televisivos como La Mañana de Televisión Española y Fama, ¡a bailar!.

## Recepción comercial
El álbum salió al mercado el 14 de diciembre de 2018 distribuido por Universal Music, convirtiéndose en el primer artista masculino español en récord de streamings en Spotify en su primer día en el mercado, con 1.563.827 streams; y convirtiéndose en el primer artista español en colocar más canciones en el top 200 de Spotify España, tras su primer día. 1016 debutó en la segunda posición en la lista de ventas PROMUSICAE mientras que debutó en la primera posición en la lista de álbumes de streaming del mismo organismo. Otros cuatro temas, aparte del sencillo, se posicionaron en dicha lista. "Londres" y «Que Nos Sigan Las Luces» se posicionaron en el top 60, «Et Vull Veure» en el top 70 mientras que «Wonder» se posicionó en el 95. El disco fue certificado como disco de platino al superar las 40.000 copias vendidas en su cuarta semana en el mercado.

## Gira de conciertos
El 26 de diciembre de 2018, García confirmó en la gala de Navidad de Operación Triunfo 2018 que comenzaría una gira en febrero de 2019 con el fin de promocionar su nuevo trabajo discográfico. El 19 de mayo el cantautor anunció su primer concierto fuera de España, el cual se realizó en Buenos Aires en agosto de ese mismo año.
| Fecha                    | Ciudad            | Recinto                | Sold Out | Aforo  |
| 14 de febrero de 2019    | Barcelona         | Sidecar                | No       | 230    |
| 28 de febrero de 2019    | Madrid            | Joy Eslava             | No       | 1 200  |
| 1 de marzo de 2019       | Madrid            | Joy Eslava             | No       | 1 200  |
| 8 de marzo de 2019       | Córdoba           | Sala M100              |          | 380    |
| 9 de marzo de 2019       | Granada           | Sala Aliatar           | No       | 800    |
| 15 de marzo de 2019      | Gijón             | Sala Albéniz           | No       | 1 050  |
| 16 de marzo de 2019      | Santander         | Escenario Santander    |          | 1000   |
| 22 de marzo de 2019      | Valencia          | Sala Moon              | No       | 950    |
| 23 de marzo de 2019      | Alicante          | Sala The One           | No       | 960    |
| 30 de marzo de 2019      | Sevilla           | Sala Custom            | No       | 980    |
| 5 de abril de 2019       | Gerona            | Auditori de Girona     | No       | 1 250  |
| 11 de abril de 2019      | Barcelona         | Sala BARTS             | No       | 900    |
| 12 de abril de 2019      | Barcelona         | Sala BARTS             | No       | 900    |
| 26 de abril de 2019      | Pamplona          | Sala Zentral           | No       | 1 060  |
| 27 de abril de 2019      | Zaragoza          | Sala Oasis             | No       | 940    |
| 3 de mayo de 2019        | Málaga            | Sala París 15          |          | 3 594  |
| 4 de mayo de 2019        | Murcia            | Sala REM               | No       | 600    |
| 10 de mayo de 2019       | La Coruña         | Playa Club             | No       | 351    |
| 11 de mayo de 2019       | Bilbao            | Sala Santana 27        | No       | 1 514  |
| 18 de mayo de 2019       | Lérida            | La Lonja de Lérida     |          | 1 053  |
| 24 de mayo de 2019       | Vigo              | Sala Rouge             | No       | 498    |
| 25 de mayo de 2019       | Santiago          | Sala Capitol           | No       | 632    |
| 31 de mayo de 2019       | Valladolid        | Sala Lava              |          | 805    |
| 7 de junio de 2019       | Palma de Mallorca | Trui Teatre            |          | 1 327  |
| 19 de julio de 2019      | Valencia          | Feria de Valencia      | No       | 5 000  |
| 26 de julio de 2019      | Ampurias          | Yacimiento de Ampurias | No       | 6 000  |
| 28 de julio de 2019      | Mataró            | Parc Central           | No       | 10 000 |
| 31 de agosto de 2019     | Buenos Aires      | The Roxy Live          | No       | 400    |
| 1 de septiembre de 2019  | Buenos Aires      | The Roxy Live          | No       | 400    |
| 6 de septiembre de 2019  | Alicante          | Casino de Monovar      | No       | 870    |
| 7 de septiembre de 2019  | Alcalá de Henares | Palacio del Arzobispo  |          | 10 000 |
| 13 de septiembre de 2019 | Tarragona         | Palau de Congressos    |          | 1 145  |
| 9 de noviembre de 2019   | Barcelona         | Sant Jordi Club        |          | 7 000  |

#### Festivales y eventos especiales
| Fecha                    | Ciudad    | Festival o evento               | Recinto                     |
| 19 de abril de 2019      | Madrid    | Eurovision Pre-Party 2019       | La Riviera                  |
| 17 de mayo de 2019       | Madrid    | Los40 Primavera Pop             | WiZink Center               |
| 19 de mayo de 2019       | Málaga    | Los40 Primavera Pop             | Auditorio Cortijo de Torres |
| 29 de junio de 2019      | Barcelona | SHARE Festival                  | Pueblo Español              |
| 24 de agosto de 2019     | Valencia  | Mediterránea Festival           | Playa de Tavernes           |
| 14 de septiembre de 2019 | Madrid    | Coca-Cola Music Experience 2019 | IFEMA                       |

#### Conciertos cancelados
| Fecha                | Ciudad   | Recinto            | Motivo                            |
| 29 de marzo de 2019  | Almería  | Harris Social Club | Conflicto logístico               |
| 19 de agosto de 2019 | Sangenjo | Auditorio Maestral | Daños por inclemencias del tiempo |

## Lista de canciones
| N.º   | Título                                    | Escritor(es)                                    | Duración |  |
| 1.    | «De la Tierra hasta Marte»                | Alfred García                                   | 3:16     |  |
| 2.    | «Que nos sigan las luces»                 | Alfred García, Nil Moliner                      | 3:29     |  |
| 3.    | «Londres»                                 | Alfred García                                   | 3:15     |  |
| 4.    | «Wonder» (con Pavvla)                     | Alfred García, Paula Jornet                     | 3:17     |  |
| 5.    | «La ciudad»                               | Alfred García                                   | 3:33     |  |
| 6.    | «1016»                                    | Alfred García                                   | 3:09     |  |
| 7.    | «Madrid»                                  | Alfred García                                   | 4:02     |  |
| 8.    | «Barcelona»                               | Alfred García                                   | 2:42     |  |
| 9.    | «Et Vull Veure» (con Amaia)               | Alfred García                                   | 2:56     |  |
| 10.   | «Volver a empezar»                        | Alfred García                                   | 3:27     |  |
| 11.   | «Sevilla»                                 | Alfred García                                   | 4:25     |  |
| 12.   | «No cuentes conmigo» (con Carlos Sadness) | Alfred García, Carlos Sadness                   | 4:43     |  |
| 13.   | «Lo que puedo dar»                        | Alfred García                                   | 2:56     |  |
| 14.   | «Por si te hace falta»                    | Alfred García                                   | 4:55     |  |
| 15.   | «Let Me Go» (con Santi Balmes)            | Alfred García, Julián Saldarriaga, Santi Balmes | 7:18     |  |
| 16.   | «Himno del Prat»                          | Ferran Casanovas i Civit, Jaume Ventura i Tort  | 2:57     |  |
| 60:13 |                                           |                                                 |          |  |

## 1016 / El Círculo Rojo
1016 / El Círculo Rojo es una reedición de 1016 lanzada el 1 de noviembre de 2019. Además de las 16 canciones de la edición original, la nueva versión posee cuatro canciones nuevas (coproducidas con Kim Fanlo), una copia de los manuscritos originales (que ya estaban disponibles en la edición original en vinilo) y un código QR para ver el cortometraje «El Círculo Rojo».
El corto está compuesto por los videoclips de los tres singles (De la Tierra hasta Marte, Wonder y Londres) y dos interludios protagonizados por Alfred junto a Carlos Sadness y Santi Balmes.
| N.º   | Título                            | Escritor(es)                          | Duración |  |
| 17.   | «Amar volar al invierno»          | Alfred García                         | 3:12     |  |
| 18.   | «Comunicado oficial» (con Rayden) | Alfred García, David Martínez Álvarez | 3:06     |  |
| 19.   | «Crema la nit» (con Txarango)     | Alfred García                         | 2:41     |  |
| 20.   | «360»                             | Alfred García                         | 3:03     |  |
| 72:15 |                                   |                                       |          |  |

## Posicionamiento en listas

### Semanales
| País   | Lista                     | Mejor posición |
| ------ | ------------------------- | -------------- |
| España | Top 100 Álbumes           | 2              |
| España | Top 100 Streaming Álbumes | 1              |

### Anuales
| País   | Lista           | Mejor posición |
| ------ | --------------- | -------------- |
| España | Top 100 Álbumes | 24             |

## Historial de lanzamiento
| Región            | Fecha                   | Formato              | Discográfica    |
| ----------------- | ----------------------- | -------------------- | --------------- |
| Mundo             | 14 de diciembre de 2018 | CD, descarga digital | Universal Music |
| España            | 8 de marzo de 2019      | Vinilo               | Universal Music |
| Mundo (reedición) | 1 de noviembre de 2019  | CD, descarga digital | Universal Music |

### Certificaciones
| País   | Certificación | Ventas certificadas | Ref.   |
| ------ | ------------- | ------------------- | ------ |
| España | Platino       | 40 000              | [ 22 ] |

| Canción                  | País   | Certificación | Ventas certificadas |
| ------------------------ | ------ | ------------- | ------------------- |
| De la Tierra hasta Marte | España | Oro           | 20 000              |
| Que nos sigan las luces  | España | Oro           | 20 000              |